# Théodore Gérard

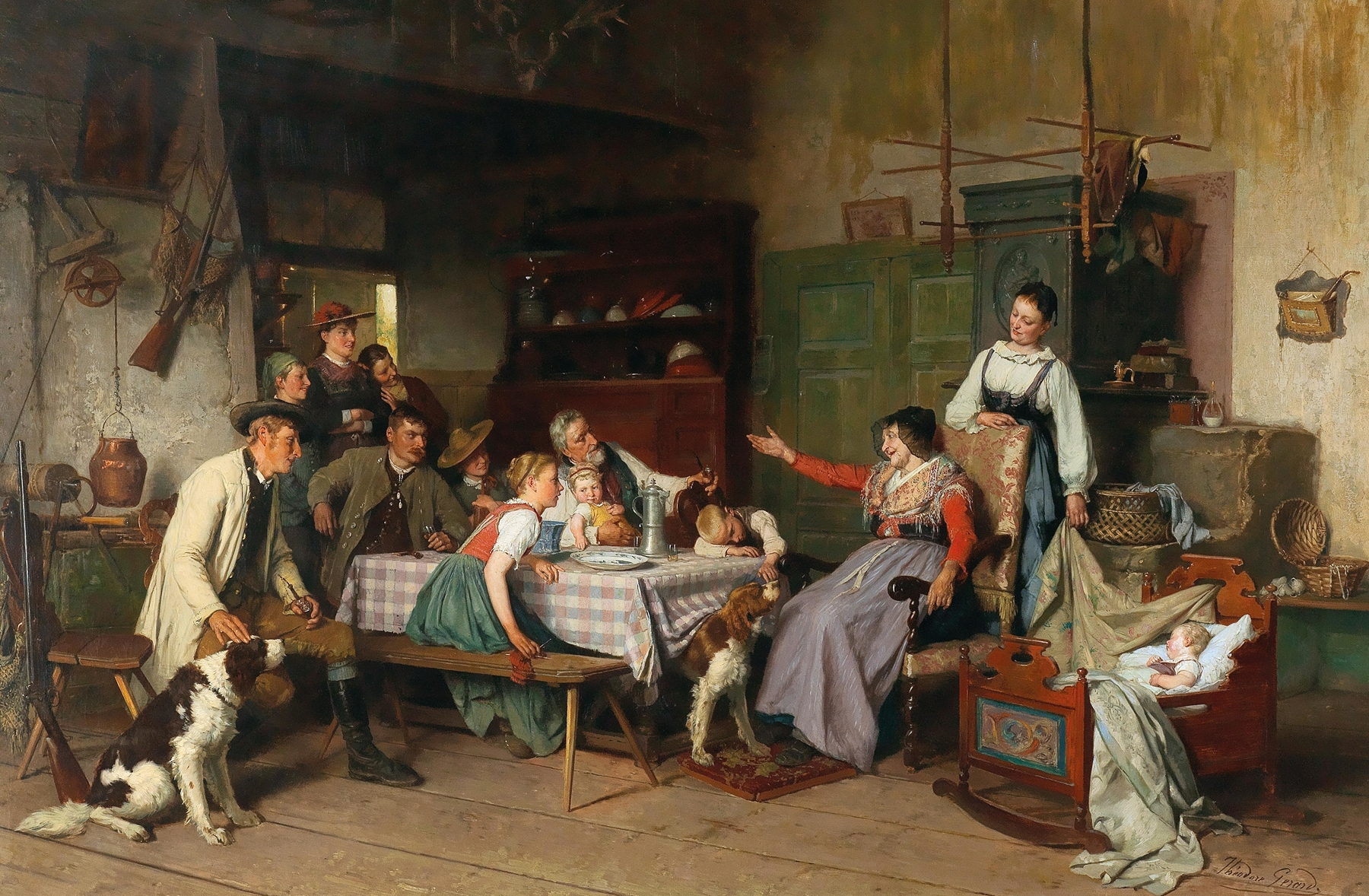
Gute Neuigkeiten in der Familie

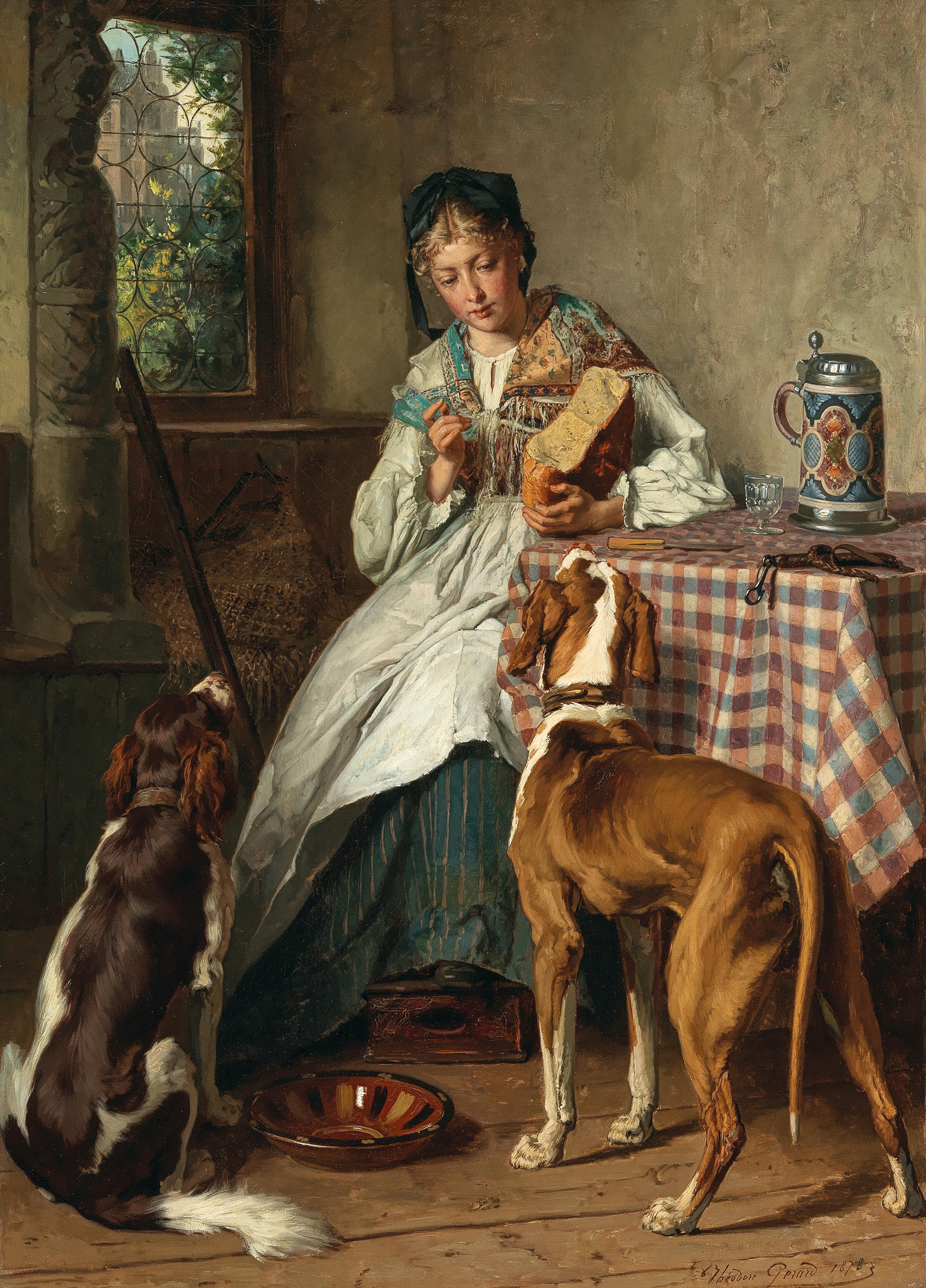
Zwei hungrige Gefährten, 1878

Théodore Gérard (* 9. Dezember 1829 in Gent; † 29. Oktober 1902 in Melle bei Gent) war ein belgischer Genre- und Porträtmaler sowie Aquarellist und Radierer. 

## Leben
Gérard studierte in Gent an der Académie royale des beaux-arts bei Théodore-Joseph Canneel. 
Nach dem Studium begann er als Maler und Dekorateur in Gent zu arbeiten. 1857 zog er nach Brüssel, wo er zahlreiche Kopien der Werke anderer Maler anfertigte. Er unternahm ab 1858 mehrere Studienreisen in ländliche Gegenden Europas, insbesondere an die Mosel, in den Elsass, nach Österreich und Preußen, in den Schwarzwald und Harz, nach Bayern, Schwaben und in die Nordostschweiz. Dabei wandte er sich endgültig der Genremalerei zu. Zeitweilig gehörte er der Betzinger Malerkolonie an. Hauptmotive seines romantisierenden, erzählerischen Genres waren familiäre Szenen des ländlichen Volkslebens, Feste, Jahrmärkte, Dorfhochzeiten sowie Tierdarstellungen. Neben Ölgemälden schuf er auch Aquarelle und Radierungen. Er wurde von der deutschen und österreichischen Malerei beeinflusst. Parallelen zeigen sich in der Genremalerei von Benjamin Vautier, Ludwig Knaus, Hubert Salentin und Eduard Schulz-Briesen sowie vergleichbaren Malern der Düsseldorfer Schule.
Er nahm an vielen Kunstausstellungen teil und erhielt Medaillen in Philadelphia 1870, London 1871, Wien 1873 und Brüssel 1875. Er wurde zum Professor an der Académie royale des Beaux-Arts de Bruxelles ernannt. Sein Sohn Charles malte Landschaften, Stadtansichten und Marinen.